# André Wilkes
André Wilkes (* 1964) ist Seelsorger, kreativer Evangelist, Prediger, Autor christlicher Bücher, Kabarettist und Librettist.

## Leben
Wilkes absolvierte von 1989 bis 1992 eine theologische Ausbildung an der Bibelschule Wiedenest. Danach war er zwei Jahre Jugenddiakon einer evangelisch freikirchlichen Gemeinde. Von 1994 bis 2002 war er Jugendreferent in Wiedenest. Seit 2003 arbeitet er als kreativer Evangelist, Prediger, Berater, Coach, Seelsorger, Schauspieler und bis 2011 als Autor bei „inJesus-STEPS“. Für das ERF machte er einige Jahre lang mit Heinz Janzen zusammen die Sendung „Folgen hat Folgen“. Seit 2005 schreibt er alle zwei Jahre in enger Abstimmung mit der Evangelisch-Lutherischen Kirchengemeinde „Zum Guten Hirten“ in Elmshorn ein Musical. Bei NRWision kommentiert er in der Sendereihe „Werner Kasulske erklärt die Welt“ aus dem Studio WOL, einem christlich geprägten Bildungs- und Medienzentrum in Wermelskirchen, in seiner Rolle als „Werner Kasulske“ unsere Gesellschaft und das Leben.
2012 war er Außendienstmitarbeiter beim Bund der Steuerzahler Deutschland, 2013 Serviceleiter bei einem Dienstleistungsunternehmen und ab 2014 Vertriebsleiter bei der Multimedia- und Internetagentur „netspione“ in Gummersbach. Seit April 2021 ist er Pastor der „FeG im Kölner Norden“, einer Gemeinde im Bund Freier evangelischer Gemeinden in Deutschland in Köln.
André Wilkes ist seit 2018 mit Christine Wilkes verheiratet und lebt in Erkrath. Er hat vier Kinder aus erster Ehe.

## Veröffentlichungen
- MerkBar: ansprechend schauspielen und mehr, Material und Buch Wiedenest, Bergneustadt 1997, ISBN 978-3-7615-5151-6.
- Neues aus der MerkBar: zeigen, um was es geht, Aussaat-Verlag, Neukirchen-Vluyn 2000, ISBN 978-3-7615-5152-3.
- Tach & Tschüss mit Spaß und Sinn: Ideen für die Praxis; Themenein- und ausstiege für Freizeiten, Aussaat-Verlag, Neukirchen-Vluyn 2001, ISBN 978-3-7615-5208-7.
- MerkBar (Teil 3) Spiegelspiel, Aussaat-Verlag, Neukirchen-Vluyn 2002, ISBN 978-3-7615-5268-1.
- Fromme Typen: kleine geistliche Charakterkunde mit seelsorgerlichen Pflegetipps, Aussaat-Verlag, Neukirchen-Vluyn 2003, ISBN 978-3-7615-5314-5.
- Lukas für Teens. Das Evangelium – erfrischend neu erzählt, Oncken, Kassel 2004, ISBN 978-3-7893-8057-0.
- Komm ma bei mich bei! Werner Kasulske erklärt die Welt, Bibellesebund, Marienheide 2005, ISBN 978-3-87982-263-8.
- Allet klar! Werner Kasulske erklärt den Glauben, Bibellesebund, Marienheide 2005, ISBN 978-3-87982-264-5.
- Leben mit Jesus ... Leben mit Biss. Jüngerschaftskurs 4 Teens (mit Markus Kalb), R. Brockhaus, Wuppertal 2005, ISBN 978-3-417-24896-8.
- Noch mehr fromme Typen: kleine geistliche Charakterkunde mit seelsorgerlichen Pflegetipps, Aussaat-Verlag, Neukirchen-Vluyn 2006, ISBN 978-3-7615-5338-1.
- Traumdiebe. Lass Dir nicht wegnehmen, was Gott Dir ins Herz gibt, Verlag Francke, Marburg an der Lahn 2007, ISBN 978-3-86122-965-0.
- Narzissas Erbe (Roman), Verlag Concepcion Seidel, Muldenhammer 2009, ISBN 978-3-86716-032-2.
- Mehr als Hunger. Eine Geschichte zu Weihnachten, Bibellesebund, Marienheide 2009.

Kinderbücher
- Lina auf dem Rosenhof, SCM R. Brockhaus, Witten 2010, ISBN 978-3-417-26166-0.
- Lina – das große Turnier, SCM R. Brockhaus, Witten 2011, ISBN 978-3-417-26376-3.
- Lina – ein Fest für Flocke, SCM R. Brockhaus, Witten 2011, ISBN 978-3-417-26412-8.

Musicals
- 2011: Der Welt ist das genug[7]
- 2015: Der Escape-Faktor[8]
- 2017: Geistesblitz – Ein Gewitter mit Folgen[9]
- 2019: Alles.Was.Bleibt.[10]
- 2021: Get connected – wie Ostern (uns) verbindet[11]